# (1668) Hanna
(1668) Hanna ist ein Asteroid des Hauptgürtels, der am 24. Juli 1933 vom deutschen Astronomen Karl Wilhelm Reinmuth in Heidelberg entdeckt wurde.
Der Asteroid trägt den Namen von Hanna Reinmuth, einer Schwiegertochter des Entdeckers.